# John Conlan (Politiker, 1928)
John Francis Conlan (* 21. Mai 1928 im County Monaghan; † 3. Dezember 2004) war ein irischer Politiker der Fine Gael. Er war von 1965 bis 1969 Mitglied im Seanad Éireann und von 1969 bis 1987 Teachta Dála (Abgeordneter) im Dáil Éireann, dem irischen Unterhaus. 

## Biografie
Conlan war als Lebensmittelhändler und Pub-Besitzer tätig. Von 1955 bis 1999 war er Mitglied im Monaghan County Council. 1965 wurde er über die Industrie- und Gewerbeliste in den Seanad Éireann gewählt. Bei den Wahlen zum Dáil Éireann 1969 gelang es ihm dann im Wahlkreis Monaghan einen Sitz im Dáil zu erringen. Diesen Sitz konnte er bei den nachfolgenden Wahlen 1973 verteidigen und auch bei dem Neuzuschnitt der Wahlkreise, hier: Cavan-Monaghan, zu den Wahlen 1977, 1981, Februar 1982 und November 1982 halten. Bei den Wahlen 1987 erreichte er nicht mehr genügend Stimmen, um in den Dáil einzuziehen.
Von 2011 bis 2016 war sein Sohn Seán Conlan Abgeordneter im Dáil Éireann.